# Henrique de Menezes

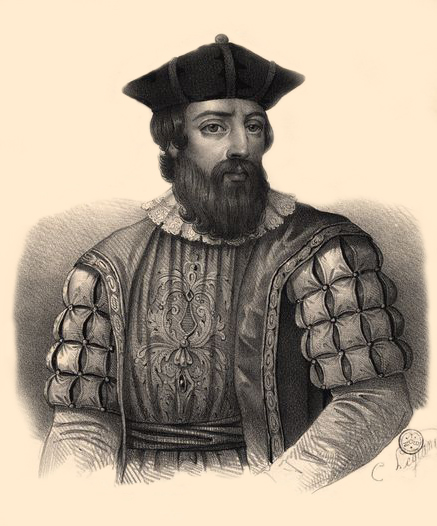
Henrique de Menezes

Dom Henrique de Menezes (* ? in Portugal; † 21. Februar 1526 in Portugiesisch-Indien, heute Indien) war ein portugiesischer Militär und 7. Generalgouverneur von Portugiesisch-Indien von 1525 bis Februar 1526.
Henrique de Menezes war schon seit jungen Jahren in der Armee tätig. Er begleitete Dom Vasco da Gama nach Indien und war für ihn während seiner kurzen Amtszeit als Vizekönig tätig.
Nach dem Tod da Gamas wurde er am 17. Januar 1525 zum Generalgouverneur von Portugiesisch-Indien ernannt, nachdem er Capitan-Mor (Generalkapitän, vergleichbar mit einem Bürgermeister) von Goa war.
Er starb am 21. Februar 1526.